# Guarani Futebol Clube
Il Guarani Futebol Clube, meglio noto come Guarani, è una società calcistica brasiliana con sede nella città di Campinas. Milita nel Campeonato Brasileiro Série C, la terza divisione del campionato brasiliano.
Il Guarani ha una grossa rivalità con l'altra squadra di Campinas, il Ponte Preta. Le partite tra Guarani e Ponte Preta sono note come derby campineiro.

## Storia
Il Guarani Futebol Clube fu fondato il 1º aprile 1911, nella città di Campinas, San Paolo, con la denominazione di Guarany Foot-Ball Club, per iniziativa di 12 studenti del Gymnasio do Estado (attualmente noto come Culto à Ciência), tra cui spiccavano Pompeo de Vito, Hernani Felippo Matallo e Vicente Matallo. Questi studenti praticavano di solito il calcio a Praça Carlos Gomes. Vicente Matallo divenne il primo presidente del Guarani. Il Guarani fu ufficialmente fondato il 1º aprile 1911, ma per evitare possibili scherzi da parte di squadre rivali a causa dell'associazione con il giorno del pesce d'aprile, i dirigenti del Guarani cambiarono la data della fondazione ufficiale in 2 aprile 1911. Il Guarani fu chiamato così in onore dell'opera del maestro Antônio Carlos Gomes "Il Guarany". Antônio Carlos Gomes era nato a Campinas ed è uno dei compositori di musica classica più celebri del XIX secolo.
Nel 1949, il Guarani vinse il Campeonato Paulista Série A2, venendo promosso nella massima serie del campionato statale paulista.
Fino ad oggi (2012), il Guarani è l'unica squadra brasiliana della zona interna ad aver vinto il campionato nazionale (non contando il Santos, perché nonostante Santos non sia capitale di stato, si trova sulla costa). Il club vinse il Campeonato Brasileiro Série A nel 1978, sconfiggendo il Palmeiras nella partita decisiva.

## Stadio
Lo stadio del Guarani è lo Estádio Brinco de Ouro da Princesa, costruito il 31 maggio 1953, con una capienza massima di 30.988 spettatori.

## Presidenti
- Vicente Matallo (1911-12)
- Vicente Matallo - Pompeo de Vito / Mário Branco de Godoy (1913)
- Antonio de Souza Letro / Pompeo de Vito (1914)
- Pompeo de Vito (1915-17)
- Armando Sarnes / Pompeo de Vito (1918)
- Júlio dos Santos Mota / Antonio Alberti / Carmine Alberti (1919)
- Carmine Alberti (1920-21)
- Antonio Albino Júnior (1922-23)
- José de Queiroz Telles (1924)
- Galdino de Moraes Alves / José Ferreira de Godoy (1925)
- Dr. Lucio Pereira Peixoto / Benedicto da Cunha Campos (1926)
- Benedicto da Cunha Campos (1927)
- Wlademir Varanda / Ítalo Franceschini (1928)
- Augusto de Carvalho Asbahr (1929)
- Dr. Romeu Tórtima / Dr. Arnaldo de Campos (1930)
- Alexandre Chiarini (1931)
- Frederico Borghi (1932)
- Dr. Romeu Tórtima (1933)
- Augusto de Carvalho Asbahr (1934)
- João Mezzalira (1935-36)
- Vicente Torregrossa (1937)
- Dr. Januário Pardo Mêo (1938-39)
- Prof. Floriano de Azevedo Marques (1939-40)
- Dr. Sebastião Otranto (1941)
- Jaime Serra / João Mezzalira (1942)
- Alfredo Ribeiro Nogueira (1943)
- Cesar Contessotto (1944)
- Cesar Contessotto / Guilmer Cury Zakia (1945)
- Artemiro Caruzo Andreoli (1946)
- Sebastião Otranto - Emílio Porto (1947)
- Dr. Romeu Tórtima (1948)

- Nilo de Rezende Rubim / Cesar Contessotto (1949)
- Cesar Contessotto / Dr. Romeu Tórtima (1950)
- Isolino Ferramola (1951)
- Dr. Romeu Tórtima (1952)
- Dr. Rui Vicente de Mello / Cesar Contessoto (1953)
- Dolor de Oliveira Barbosa (1954)
- Miguel Moreno (1955)
- Esmeraldino Antunes Barreira (1956)
- Emílio Porto (1957)
- Jaime Silva (1958)
- Mário Brocchi (1959)
- Jaime Silva (1960-62)
- Jamil Gadia (1963)
- Jaime Silva (1964)
- Miguel Moreno (1965)
- Eder Guimarães Leme / João Motta (1966)
- Jaime Silva / Manoel Marques Paiva / Eduardo José Farah (1967)
- Miguel Moreno (1968-69)
- Leonel Almeida Martins de Oliveira (1970), (1977)
- Ricardo Chuffi (1978-79)
- Antonio Tavares Jr. (1980-83)
- Leonel Almeida Martins de Oliveira (1984-87)
- Luiz Roberto Zini (1988-91)
- Luiz Roberto Zini (1992-99)
- José Luiz Lourencetti (1999-06)
- Leonel Almeida Martins de Oliveira (2006-11)
- Marcelo Mingone  (2011-2012)
- Alvaro Negrão  (2012-2014)
- Horley Senna  (2014-2017)
- Palmeron Mendes Filho  (2017-2019)
- Ricardo Moisés  (2019-oggi)

## Organico

### Rosa
Aggiornata al 29 novembre 2023.
| N. |                    | Ruolo | Calciatore             |
| -- | ------------------ | ----- | ---------------------- |
| 1  | Brasile (bandiera) | P     | Rafael Pin             |
| 2  | Brasile (bandiera) | D     | Cristovam              |
| 5  | Brasile (bandiera) | C     | Deivid                 |
| 6  | Brasile (bandiera) | D     | Bruno Silva (capitano) |
| 7  | Brasile (bandiera) | C     | Lucas Abreu            |
| 8  | Brasile (bandiera) | C     | Igor Henrique          |
| 9  | Brasile (bandiera) | A     | Rafael Costa           |
| 10 | Brasile (bandiera) | C     | Lucas Crispim          |
| 11 | Brasile (bandiera) | A     | Giovanny               |
| 12 | Brasile (bandiera) | P     | Jefferson Paulino      |
| 13 | Brasile (bandiera) | D     | Victor Ramon           |
| 14 | Brasile (bandiera) | A     | Alemão                 |
| 15 | Brasile (bandiera) | C     | Marcelo                |
| 17 | Brasile (bandiera) | A     | Pablo                  |
| 18 | Brasile (bandiera) | C     | Eduardo Person         |
| 19 | Brasile (bandiera) | A     | Elias Carioca          |
| 22 | Brasile (bandiera) | A     | Bruno Sávio            |
| 25 | Brasile (bandiera) | P     | Lucas Cardoso          |

| N. |                    | Ruolo | Calciatore         |
| -- | ------------------ | ----- | ------------------ |
| 27 | Brasile (bandiera) | P     | Gabriel            |
| 29 | Brasile (bandiera) | A     | Júnior Todinho     |
| 30 | Brasile (bandiera) | P     | Maurício Kozlinski |
| 32 | Brasile (bandiera) | A     | Matheus Souza      |
| 33 | Brasile (bandiera) | D     | Romércio           |
| 34 | Brasile (bandiera) | D     | Wálber             |
| 35 | Brasile (bandiera) | A     | Renan              |
| 36 | Brasile (bandiera) | D     | Eliel              |
| 37 | Brasile (bandiera) | A     | João Paulo         |
| 53 | Brasile (bandiera) | D     | Didi               |
| 80 | Brasile (bandiera) | C     | Arthur Rezende     |
| 91 | Brasile (bandiera) | C     | Murilo Rangel      |
|    | Brasile (bandiera) | A     | Neilton            |
|    | Brasile (bandiera) | D     | Abner              |
|    | Brasile (bandiera) | C     | Caíque             |
|    | Brasile (bandiera) | C     | Wermeson           |
|    | Brasile (bandiera) | C     | Matheus Bueno      |

## Palmarès

### Competizioni nazionali
- Campionato brasiliano: 1

1978
- Campeonato Brasileiro Série B: 1

1981

### Competizioni statali
- Campeonato Paulista Série A2: 4

1932, 1944, 1949, 2018

### Competizioni giovanili
- Copa São Paulo de Futebol Júnior: 1

1994

### Altri piazzamenti
- Campionato brasiliano:

Secondo posto: 1986, 1987
- Campeonato Brasileiro Série B:

Secondo posto: 1991, 2009
Terzo posto: 1990
- Campeonato Brasileiro Série C:

Secondo posto: 2008, 2016
- Campionato paulista:

Finalista: 1988, 2012
Terzo posto: 1976
Semifinalista: 1978, 1979, 1985
- Coppa Libertadores:

Semifinalista: 1979